# Чорторийка (притока Стрижня)
Чортори́йка — права притока річки Стрижень. Протікає територією Чернігівської міськради Чернігівська область, Україна. Також іменується як Чорторийський яр , Ровчак.

## Географія
Довжина - 2,7 км  . Річка використовується як водоприймач комунально-побутових та промислових стічних вод.
Русло протягом усієї довжини випрямлене в канал (каналізоване). Долина в середній течії глибока (перетин проспектом Миру), сильно схильна до антропогенного впливу: зайнята ділянками індивідуальної забудови.
Бере початок поблизу вулиці В'ячеслава Радченка (Новозаводський район). Річка тече на північний схід (вздовж вулиць В'ячеслава Радченка, Ревуцького та Декабристів), потім при випадінні лівої притоки біля перехрестя вулиць Декабристів та Михайла Могилянського робить поворот і тече на схід (Проспект Миру перетинає в колекторі, виходить знову на поверхню і далі в колектор під гаражним кооперативом, виходить назовні вздовж вулиці Гонча). Впадає в Стрижень на північний схід від перетину вулиць Гончая та Ігоря Алексєєва ( Деснянський район ).
На річці були розташовані села Червоний Хутір та Швейцарівка, що увійшли до складу Чернігова.